# Asena Serbezova
Asena Serbezova (en bulgare : Асена Сербезова), née le 30 mars 1973, est une pharmacienne et professeure d'université bulgare. Elle est ministre de la Santé sous le gouvernement Petkov de 2021 à 2022.

## Biographie

### Formation
En 1996, Asena Serbezova est diplômée en pharmacie de l'université de médecine de Sofia puis obtient une maîtrise en gestion des services de santé, politique de santé et pharmacoéconomie à l'université Pompeu Fabra et une maîtrise de psychologie à l'université de Veliko Tarnovo.

### Carrière professionnelle
Asena Serbezova occupe un poste de professeur à l'université de médecine de Sofia.
De 2014 à 2018, elle est directrice exécutive de l'Agence exécutive des médicaments auprès du ministre de la Santé. Elle est également membre de la direction de l'Agence européenne des médicaments.
En décembre 2021, sur recommandation du groupe Nous continuons le changement, elle est nommée ministre de la Santé dans le Gouvernement Petkov.